# International Carnival of Experimental Sound
International Carnival of Experimental Sound (ICES 72) war eine Veranstaltung, die vom 13. bis zum 27. August 1972 im Londoner Roundhouse stattfand, organisiert von Harvey Matusow. Unter dem Motto „Myth, Magic, Madness and Mysticism“ (Mythos, Magie, Wahnsinn und Mystik) fanden 13 Tage lang Avantgarde-Vorführungen statt, wobei neben experimenteller Musik auch Performance-Aktionen aufgeführt wurden. Das Ereignis wurde auch als „Woodstock of the Avant Garde“ bezeichnet. Der Eintritt für die gesamten 13 Tage betrug 12 £.

## Die Idee
Harvey Matusow war zu dieser Zeit mit der Komponistin Annea Lockwood verheiratet. Die beiden arbeiteten in verschiedenen Projekten zusammen, etwa Lockwoods Glass Concert, Matusows Jews Harp Band oder dem Naked Software Ensemble. Zudem war Matusow Europakorrespondent des amerikanischen Magazins Source, das sich mit Avantgarde-Musik befasste. In diesem Umfeld entstand die Idee für ein umfassendes Avantgarde-Musikfestival.
Mehr als 300 Ton- und Performance-Künstler aus mehr als 20 Ländern wurden eingeladen. Ein Buch, ein Film und eine Serie von Livealben sollten das Festival dokumentieren. Die Künstler sollten weder Honorar noch Reisekostenerstattung bekommen, aber verpflegt und untergebracht werden. Geplant waren Tanz- und Filmvorführungen, Lasershows und Ausstellungen, Happenings und Performances in Verkehrsmitteln, gar eine Zugverbindung nach Edinburgh.
Im Source-Magazin erschien eine Ankündigung des International Carnival of Experimental Sound. Die Anzeige sprach von 26 Performances inklusive Nacht- und Reisekonzerten, aufgeführt in Zügen, Booten auf der Themse, Konzerthallen, Radio und Fernsehen. Gezeigt werden sollten unter anderem Filme, Events, Elektronik, Laser, Software, Computer, Skulpturen, Tonpoesie und weitere noch zu erfindende Kategorien. Zu sehen war ein schmelzendes Eis in der Waffeltüte mit einem großen Ohr.
Gee Vaucher entwarf das ICES-Poster mit 8 mal 8 stilisierten, nach rechts geneigten gelben Eiswaffeltüten, jeweils mit einem weißen Eisbällchen und einer roten Kirsche, darunter der einfache schwarze Schriftzug „ICES 72“.

## Die Künstler
Zu den Künstlern und Gruppen, die beim International Carnival of Experimental Sound auftraten, zählen AMM, Amra Arma, David Bedford, Jacques Bekaert, Steve Beresford, John Cage, Lawrence Casserley, Gavin Bryars, Cornelius Cardew, Lol Coxhill, Lady June, Takehisa Kosugi, Annea Lockwood, Charlotte Moorman, Penny Rimbaud und viele mehr.

## Das Festival
ICES begann am Sonntag, dem 13. August 1972, mit der Aufführung des Multimedia-Stückes HPSCHD von John Cage. Etwa 1200 Zuschauer – 2000 weitere wurden nicht mehr eingelassen – erlebten ein Spektakel mit 80 Dia- und 16 Filmprojektoren, deren Bilder auf den Wänden, transparenten Leinwänden und großen Ballons zu sehen waren, 7 Cembalos und computererzeugtem Sound. Das Ereignis wurde von der BBC live übertragen. Schwarzes Eis wurde angeboten, das jedoch bald ausverkauft war.
Das Festival war im weiteren Verlauf weit schwächer besucht. Verschiedene Künstler sagten ihre Teilnahme kurzfristig ab. Die Organisation wurde als chaotisch beschrieben. Von den eingeladenen Journalisten erschien keiner, vermutlich weil auch sie den normalen Eintritt zahlen sollten.
Zu den Höhepunkten des Festivals zählte die Vorführung von Charlotte Moorman, die nackt auf einem schmelzenden Cello aus Eis spielte. Am 22. August fuhr eine Gruppe von Künstlern des Festivals mit dem Zug von London nach Edinburgh. Unter ihnen war Charlotte Moorman, die dort in einer Galerie ihre „TV Bra“-Show vorführte.

## Nachwirkung
Weder der Verleger des geplanten Buches noch die angesprochenen Filmschaffenden zeigten sich auf dem Festival. Allerdings wurden die Konzerte auf Band aufgenommen, jedoch wurde nur weniges davon im Radio ausgestrahlt oder auf Schallplatte veröffentlicht. Schließlich übergab Matusow die Bänder der Universität von Kansas zur Aufbewahrung. Erst 30 Jahre später wurden sie auf CD veröffentlicht.